# Estádio Castelão
Az Estádio Plácido Aderaldo Castelo, vagy közismertebb nevén az Estádio Castelão stadion egy többcélú sportlétesítmény Brazíliában, Fortaleza városban. A stadion 1973. november 11-én nyitotta meg kapuit. A létesítmény többnyire futballmeccseknek ad otthont, többek közt a 2014-es labdarúgó-világbajnokságon rendezett meccseknek is. A stadiont 2002–2012 közt felújították.

## 2014-es labdarúgó-világbajnokság
| Dátum            | Idő (UTC-04) | Csapat #1   | Eredmény | Csapat #2        | Csoportkör   | Nézőszám |
| ---------------- | ------------ | ----------- | -------- | ---------------- | ------------ | -------- |
| 2014. június 14. | 16:00        | Uruguay     | 1–3      | Costa Rica       | D csoport    | 39 081   |
| 2014. június 17. | 16:00        | Brazília    | 0–0      | Mexikó           | A csoport    | 39 224   |
| 2014. június 21. | 16:00        | Németország | 2–2      | Ghána            | G csoport    | 39 375   |
| 2014. június 24. | 17:00        | Görögország | 2-1      | Elefántcsontpart | C csoport    | 59 095   |
| 2014. június 29. | 13:00        | Hollandia   | 2–1      | Mexikó           | Nyolcaddöntő | 58 817   |
| 2014. július 4.  | 17:00        | Brazília    | 2–1      | Kolumbia         | Negyeddöntők | 60 342   |